# TVN (Corée du Sud)
Pour les articles homonymes, voir TVN.
TVN (Total Variety Network, stylisé tvN) est une chaîne de télévision payante sud-coréenne appartenant à CJ ENM (CJ Group).

## Programmes

### Variétés
- Comedy Big League
- Korea's Got Talent
- Saturday Night Live Korea (en)
- Super Diva
- Rubí (série télévisée)
- Rubí (telenovela, 2020)

### Séries télévisées
- I Need Romance (en) (2011)
- Shut Up Flower Boy Band (en) (2012)
- The Wedding Scheme (en) (2012)
- I Love Lee Tae-ri (en) (2012)
- I Need Romance 2012 (en) (2012)
- The 3rd Hospital (en) (2012)
- Dating Agencyː Cyrano (2013)
- Reply 1994 (2013)
- High School King of Savvy (2014)
- Liar Game (2014)
- Ex-Girlfriend's Club (2015)̩
- Oh My Ghost (2015)
- Twenty Again (2015)
- Reply 1988 (2015)
- Dear My Friends (2016)
- Entourage (2016)
- K2 (2016)
- Chicago Typewriter (2017)
- Live (2018)
- The Smile Has Left Your Eyes (2018)

| Titre                                        | Date de diffusion                  | Nombres d'épisodes | Genre                                                    |
| -------------------------------------------- | ---------------------------------- | ------------------ | -------------------------------------------------------- |
| Fight                                        | 24 octobre - 13 décembre 2008      | 8                  | Action                                                   |
| Harvest Villa                                | 5 mars - 7 mai 2010                | 20                 | Comédie, Thriller                                        |
| Secret Investigation Record                  | 20 août - 29 octobre 2010          |                    | Drame, Fantastique, historique, mystère, Science-fiction |
| Once Upon a Time in Saengchori               | 5 novembre 2010 - 18 mars 2011     | 20                 | Comédie, mystère, romance                                |
| Birdie Buddy                                 | 8 août - 25 octobre 2011           | 24                 | comédie, romance                                         |
| Flower Boy Ramen Shop                        | 31 octobre - 20 décembre 2011      | 16                 | Comédie, drame, romance                                  |
| Ice Adonis                                   | 27 février - 30 août 2012          | 108                | Mélodrame, mystère, thriller                             |
| 21st Century Family                          | 11 mars - 29 avril 2012            |                    | comédie, romance                                         |
| Queen In-hyun's Man                          | 18 avril - 7 juin 2012             | 16                 | Drame, fantastique, romance                              |
| Reply 1997                                   | 23 juillet - 18 septembre 2012     | 16                 | Comédie, drame, romance                                  |
| Glass Mask                                   | 3 septembre 2012 - 4 avril 2013    | 122                | Mélodrame                                                |
| Flower Boys Next Door                        | 7 janvier - 25 février 2013        | 16                 | Comédie, drame, romance                                  |
| Crazy Love                                   | 8 avril - 19 juillet 2013          | 165                | Mélodrame, romance                                       |
| Emergency Couple                             | 24 janvier - 5 avril 2014          | 21                 | Comédie, drame, médical, romance                         |
| The Three Musketeers                         | 17 août - 2 novembre 2014          | 12                 | Action, drame, historique, politique, romance            |
| Family Secret                                | 27 octobre 2014 - 30 avril 2015    | 103                | Mélodrame                                                |
| Hogu's Love                                  | 9 février - 31 mars 2015           | 16                 | Comédie, drame, romance                                  |
| A Bird That Doesn't Sing                     | 4 mai - 22 octobre 2015            | 100                | Mélodrame                                                |
| Because This Is My First Life                | 9 octobre - 28 novembre 2017       | 16                 | Comédie, drame, romance.                                 |
| Goblin: The Lonely and Great God             | 2 décembre 2016 - 21 janvier 2017  | 16                 | Comédie, drame, fantastique, romance                     |
| A Korean Odyssey                             | 23 décembre 2017 - 4 mars 2018     | 20                 | Comédie, drame, fantastique, horreur, romance            |
| Cross                                        | 29 janvier - 20 mars 2018          | 16                 | Médical, thriller                                        |
| A Poem a Day                                 | 26 mars - 15 mai 2018              | 16                 | Drame, médical, romance                                  |
| About Time                                   | 21 mai - 10 juillet 2018           | 16                 | Drame, fantastique, romance                              |
| Mr. Sunshine                                 | 7 juillet - 30 septembre 2018      | 24                 | Drame, historique, romance                               |
| Let's Eat 3                                  | 16 juillet - 28 août 2018          | 14                 | Comédie, romance                                         |
| 100 Days My Prince                           | 10 septembre - 30 octobre 2018     | 16                 | Comédie, drame d'époque, romance                         |
| Tale of Fairy                                | 5 novembre - 25 décembre 2028      | 16                 | Comédie, fantastique, romance                            |
| The Crowned Clown                            | 7 janvier - 4 mars 2019            | 16                 | Drame, historique, romance                               |
| He Is Psychometric                           | 11 mars - 30 avril 2019            | 16                 | Comédie, fantastique, mystère, romance, thriller         |
| Confession                                   | 23 mars - 12 mai 2019              | 16                 | juridique, mystère                                       |
| Her Private Life                             | 10 avril - 30 mai 2019             | 16                 | Comédie, drame, romance                                  |
| Arthdal Chronicles                           | 1er juin - 22 septembre 2019       | 18                 | Fantasy historique                                       |
| Hotel del Luna                               | 13 juillet - 1er septembre 2019    | 16                 | Drame, fantastique, romance                              |
| Melting Me Softly                            | 28 septembre - 17 novembre 2019    | 16                 | Drame, fantastique, romance                              |
| Crash Landing on You                         | 14 décembre 2019 - 16 février 2020 | 16                 | Comédie, drame, romance                                  |
| Money Game                                   | 15 janvier - 5 mars 2020           | 16                 | Juridique, politique, mystère                            |
| The Cursed                                   | 10 février - 17 mars 2020          | 12                 | Fantastique, mystère, thriller                           |
| Hi Bye, Mama!                                | 22 février - 11 avril 2020         | 16                 | Comédie, drame, fantastique, romance                     |
| Memorist                                     | 11 mars - 30 avril 2020            | 16                 | Mystère, thriller                                        |
| Hospital Playlist                            | 12 mars - 28 mai 2020              | 12                 | Comédie, médical, romance                                |
| A Piece of Your Mind                         | 23 mars - 28 avril 2020            | 12                 | Comédie romantique                                       |
| When My Love Blooms                          | 25 avril - 14 juin 2020            | 16                 | comédie romantique                                       |
| Oh My Baby                                   | 13 mai - 2 juillet 2020            | 16                 | Comédie romantique                                       |
| My Unfamiliar Family                         | 1er juin - 27 juillet 2020         | 16                 | Comédie, drame                                           |
| It's Okay to Not Be Okay                     | 20 juin - 9 août 2020              | 16                 | Drame, psychologique, Romance                            |
| Flower of Evil                               | 29 juillet - 17 septembre 2020     | 16                 | Drame, mystère, policier, romance, thriller              |
| Stranger 2                                   | 15 août - 4 octobre 2020           | 16                 | Drame, juridique/politique, mystère, policier, thriller  |
| Record of Youth                              | 7 septembre - 27 octobre 2020      | 16                 | Drame, romance                                           |
| Tale of the Nine Tailed                      | 7 octobre - 3 décembre 2020        | 16                 | Action, drame, fantastique, romance, thriller            |
| START-UP                                     | 17 octobre - 6 décembre 2020       | 16                 | Comédie, romance                                         |
| Birthcare Center                             | 2 - 24 novembre 2020               | 8                  | Comédie, romance                                         |
| Tale of the Nine Tailed: An Unfinished Story | 18 novembre - 4 décembre 2020      | 3                  | Action, drame, fantastique, romance, thriller            |
| Awaken                                       | 30 novembre 2020 - 19 janvier 2021 | 16                 | Drame, fantastique, mystère, romance                     |
| True Beauty                                  | 9 décembre 2020 - 4 février 2021   |                    | Drame, scolaire, romance                                 |
| Mr. Queen                                    | 12 décembre 2020 - 14 février 2021 | 20                 | Comédie, drame, fantastique, historique, romance         |
| L.U.C.A. : The Beginning                     | 1er février - 9 mars 2021          | 12                 | Action, drame, mystère, science-fiction                  |
| Vincenzo                                     | 20 février - 25 avril 2021         | 20                 | Comédie, drame, juridique                                |
| Mouse                                        | 3 mars - 19 mai 2021               | 20                 | Action, mystère, policier, science-fiction, thriller     |
| Navillera                                    | 22 mars - 27 avril 2021            | 12                 | Drame                                                    |
| Mine                                         | 8 mai - 27 juin 2021               | 16                 | Drame, mystère, thriller                                 |
| Doom at Your Service                         | 10 mai - 29 juin 2021              | 16                 | Drame, fantastique, romance                              |
| My Roommate Is a Gumiho                      | 26 mai - 15 juillet 2021           | 16                 | Comédie, fanstastique, romance                           |
| Hospital Playlist 2                          | 17 juin - 2 septembre 2021         |                    | Comédie, médical, romance                                |
| Voice 4                                      | 18 juin - 31 juillet 2021          | 14                 | Action, mystère, policier, psychologique, thriller       |
| You Are My Spring                            | 5 juillet - 24 août 2021           | 16                 | Drame, mystère, psychologique, romance, thriller         |
| The Devil Judge                              | 3 juillet - 22 août 2021           | 16                 | Action, juridique/politique, mystère                     |
| Hometown Cha-Cha-Cha                         | 28 août - 17 octobre 2021          | 16                 | Drame, romance                                           |
| Yumi's Cells                                 | 17 septembre - 2021                | 14                 | Comédie, romance                                         |
| Hometown                                     | 22 septembre - 23 octobre 2021     | 12                 | Mystère, thriller                                        |
| Cliffhanger                                  | 23 octobre - 2021                  | 16                 | Action, mystère, thriller                                |
| Jirisan                                      | 23 octobre - 12 décembre 2021      | 16                 | Drame, fantastique, mystère, thriller                    |
| Bulgasal: Immortal Souls                     | 18 décembre 2021 - 6 février 2022  | 16                 | Drame historique, fantastique, thriller                  |
| Twenty-Five Twenty-One                       | 12 février - 3 avril 2022          | 16                 | Drame, romance                                           |
| Our Blues                                    | 9 avril - 12 juin 2022             | 20                 | Drame, romance                                           |
| Alchemy of Souls (partie 1)                  | 18 juin - 28 août 2022             | 20                 | Action, drame d'époque, fantastique, romance             |
| Little Women                                 | 3 septembre - 9 octobre 2022       | 12                 | Drame, mystère                                           |
| Under the Queen's Umbrella                   | 15 octobre - 4 décembre 2022       | 16                 | Comédie, historique                                      |
| Alchemy of Souls (partie 2)                  | 10 décembre 2022 - 8 janvier 2023  | 10                 | Action, drame d'époque, fantastique, romance             |
| Missing: The Other Side 2                    | 19 décembre 2022 - 31 janvier 2023 | 14                 | Fantastique, mystère, thriller                           |
| Crash Course in Romance                      | 14 janvier - 5 mars 2023           | 16                 | comédie, romance                                         |
| Our Blooming Youth                           | 6 février - 11 avril 2023          | 20                 | Drame, historique, romance, mystère                      |
| Pandora: Beneath the Paradise                | 11 mars - 30 avril 2023            | 16                 | Action, drame, thriller                                  |
| Family : The Unbreakable Bond                | 17 avril - 23 mai 2023             | 12                 | Action, comédie, drame, romance                          |
| Tale of the Nine Tailed 1938                 | 6 mai - 11 juin 2023               | 12                 | Action, fantastique                                      |
| Delightfully Deceitful                       | 29 mai - 18 juillet 2023           | 16                 | Drame, juridique, mystère, policier                      |
| See You in My 19th Life                      | 17 juin - 23 juillet 2023          | 12                 | Drame, fantastique, romance                              |
| The Uncanny Counter 2: Counter Punch         | 29 juillet 2023 -                  | 12                 | Action, fantastique, mystère, thriller                   |
| My Lovely Liar                               | 31 juillet 2023 -                  |                    | Comédie, fantastique, mystère, romance                   |
| Arthdal Chronicles 2: The Sword of Aramoon   | 9 septembre - 22 octobre 2023      | 12                 | Fantasy historique                                       |
| Twinkling Watermelon                         | 25 septembre 2023 -                |                    |                                                          |
| Diva of the Deserted Island                  | 21 octobre 2023 -                  |                    | comédie, romance                                         |
| Loverly Runner                               | Décembre 2023                      |                    |                                                          |
| Maestra                                      | Décembre 2023                      |                    | Musical, mystère                                         |
| Queens of Tears                              | Février 2024                       |                    | Romance                                                  |
| La Fée et le Bouvier                         | 23 juin - 29 juillet 2025          | 12                 | Romance fantastique                                      |

## Identité visuelle (logo)

Première logo utilisé de 2006 à 2008.
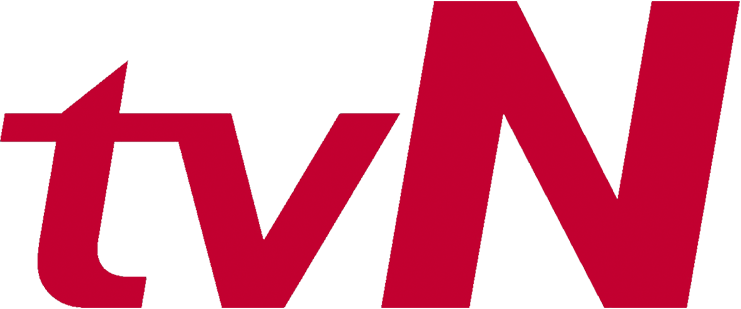
Deuxième logo utilisé de 2008 à 2012.
Troisième logo utilisé de 2012 à 2021.
Quatrième et actuel logo utilisé depuis 2021.